# Caravel

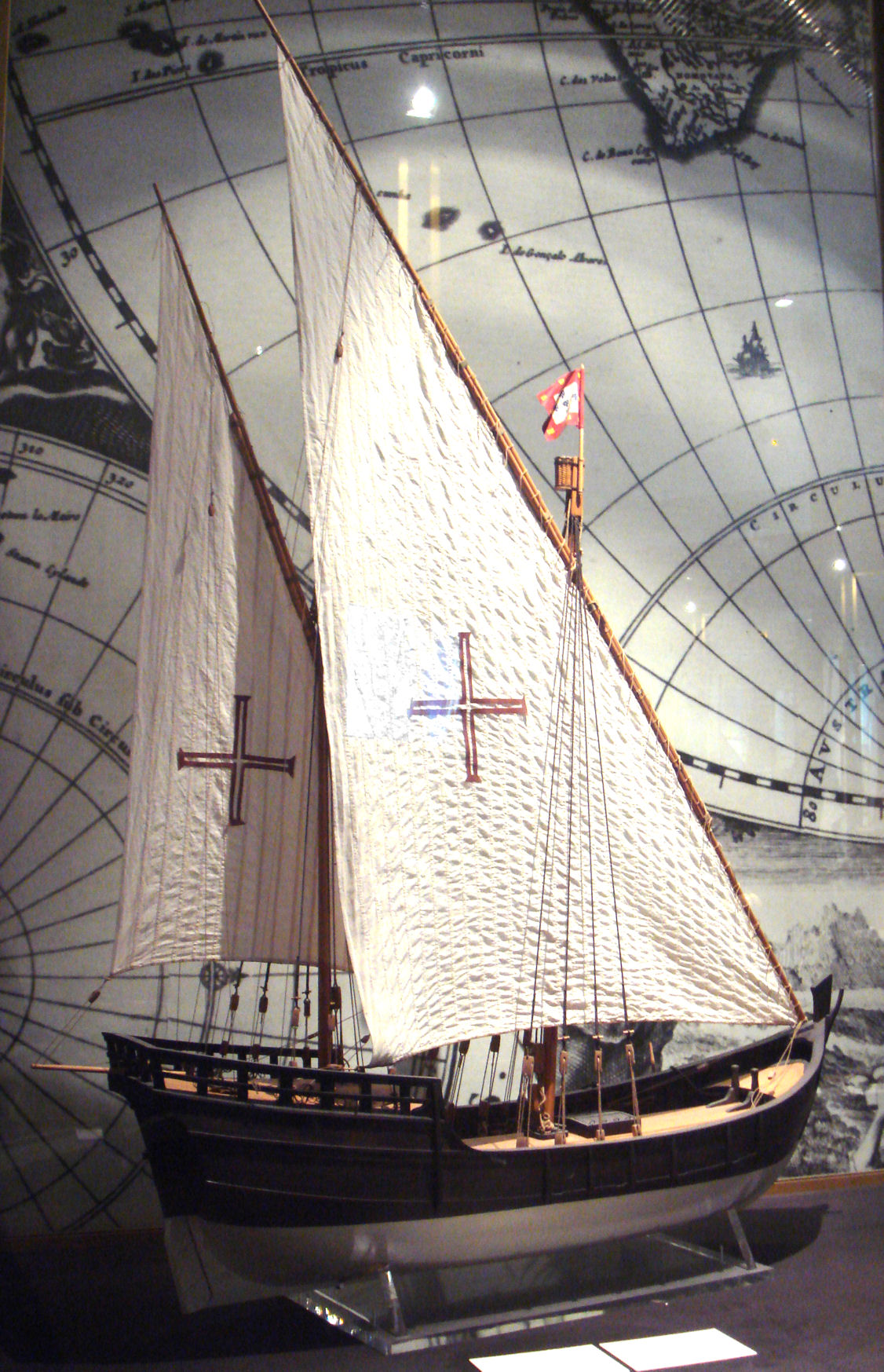
Mô hình của một du thuyền Caravel Bồ Đào Nha từ bộ sưu tập của Musée national de la Marine, Paris, Pháp.

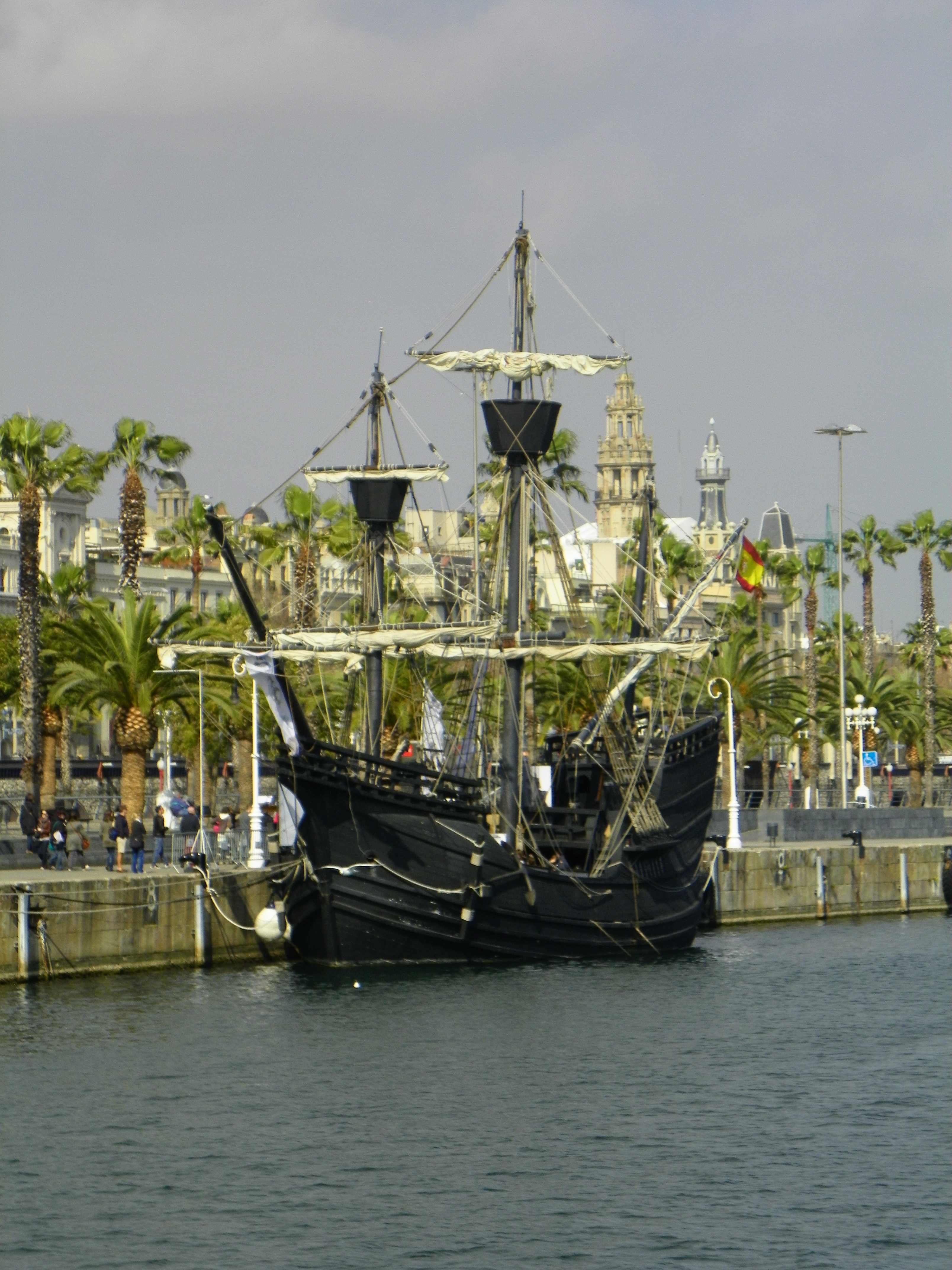
Chiếc caravel phỏng theo con tàu Victoria, một trong những hải thuyền Ferdinand Magellan sử dụng khi tham hiểm vòng quanh thế giới

Caravel là loại tàu thám hiểm do vua Henrique nước Bồ phát minh với 2 hay 3 buồm tam giác cùng thủy thủ đoàn 20 người và chở khoảng vài chục tấn hàng, được dùng trong việc thám hiểm Châu Phi.

## Lịch sử
Từ giữa thế kỉ 15, do yêu cầu phát triển nên các thương nhân châu Âu cần rất nhiều vàng bạc, nguyên liệu và thị trường mới. Nhưng từ thế kỉ 16 con đường giao lưu buôn bán từ châu Âu sang châu Á qua tây Á và Địa Trung Hải lại đồ đệ
Trước thể kỷ 15 ngành hàng hải châu Âu bị hạn chế vì loại thuyền không có sức vượt sóng ra khơi xa. Thuyền thời Trung cổ chỉ có một cột buồm căng một cánh buồm vuông với trọng tải không hơn 200 tấn. Với kỹ thuật bấy giờ thuyền biển không có khả năng chịu lực khi gặp sóng lớn và gió ngược hướng.
Khoảng năm 1450 người Bồ Đào Nha dưới triều vua Henrique, tạo loại thuyền mới dựa theo mẫu thuyền đánh cá địa phương kết hợp cùng kiểu thuyền carabus thời xưa. Loại thuyền mới này có trọng tải hơn 150 tấn, cắm ba cột buồm, dùng buồm hình tam giác nên dễ điều khiển hơn, có thể đi ngược hướng gió.
Với kích thước nhỏ hơn và sống thuyền nông hơn nên caravel có thể di chuyển vào vùng nước cạn hoặc ngược dòng sông xa hơn lên thượng lưu. Đặc biệt nhất là cánh buồm tam giác khiến thuyền dễ lái. Khi dùng buồm vuông thì thuyền có thể đạt tốc độ cao, đi rất nhanh. Với những ưu điểm đó, caravel được ưa chuộng cho dù khoang thuyền tương đối nhỏ.
Ngành hàng hải châu Âu từ đó phát triển mạnh cùng những chuyến thám hiểm của hai nước Bồ Đào Nha và Tây Ban Nha sang vùng Viễn Đông.